# تپه باستانی لشکرآباد
تپهٔ لشکرآباد تپه‌ای باستانی در روستای لشکرآباد از توابع شهرستان ساوجبلاغ در استان البرز است که شامل دو محوطهٔ باستانی، یکی حاج تپه و دیگری محوطهٔ باستانی محدودهٔ باغ انگوری روستا است که سفال‌های خشن نخودی و بیشتر قطعات سفالی مربوط به خمره و سفال‌های ظریف لعاب‌دار و بدون لعاب دوران اسلامی را شامل می‌شود. همچنین سفال‌های خشن قرمز رنگ و قطعاتی از ظروف شیشه‌ای دوران قبل اسلام و پیش از آن را نیز می‌توان در این محوطه یافت.